# William Cran
William Cran (né le 11 décembre 1945 à Hobart et mort le 4 juin 2025 à Londres) est un réalisateur, scénariste et producteur de documentaires pour la télévision américaine.

## Biographie
Il a participé à la série de documentaires Frontline, sur divers sujets, tels que la guerre en Irak, le sida, le pétrole, Lee Harvey Oswald, etc.